# Sofia del Liechtenstein
Sofia del Liechtenstein (nome completo in tedesco Sophie Marie Gabriele Pia; Vienna, 11 luglio 1837 – Zell am See, 25 settembre 1899) è stata principessa consorte di Löwenstein-Wertheim-Rosenberg dal 1863 al 1899, in quanto moglie di Carlo I.

## Famiglia
Sofia era la terzogenita e terza figlia femmina di Aloisio II, Principe del Liechtenstein e di sua moglie la Contessa Franziska Kinsky von Wchinitz und Tettau. Era una delle sorelle maggiori di Giovanni II, Principe del Liechtenstein e Francesco I, Principe del Liechtenstein.

## Matrimonio e figli
Sofia sposò Carlo, VI Principe di Löwenstein-Wertheim-Rosenberg, unico figlio maschio, secondogenito e figlio minore di Costantino, Principe Ereditario di Löwenstein-Wertheim-Rosenberg e della Principessa Agnese di Hohenlohe-Langenburg, il 4 maggio 1863 a Vienna. Sofia e Carlo ebbero otto figli:
- Principessa Francesca di Löwenstein-Wertheim-Rosenberg (Kleinheubach 30 marzo 1864 - Düsseldorf 12 aprile 1930)
- Principessa Adelaide di Löwenstein-Wertheim-Rosenberg (Kleinheubach 17 luglio 1865 - Praga 6 settembre 1941), sposò il Conte Adalberto Giuseppe di Schönborn
- Principessa Agnese di Löwenstein-Wertheim-Rosenberg (Kleinheubach 22 dicembre 1866 - Oosterhout 23 gennaio 1954)
- Giuseppe, Principe Ereditario di Löwenstein-Wertheim-Rosenberg (Kleinheubach 11 aprile 1868 - Roma 15 febbraio 1870)
- Principessa Maria Teresa di Löwenstein-Wertheim-Rosenberg (Roma 4 gennaio 1870 - Vienna 17 gennaio 1935), sposò suo cugino Miguel, Duca di Braganza, pretendente al trono del Portogallo
- Aloisio, VII Principe di Löwenstein-Wertheim-Rosenberg (Kleinheubach 15 settembre 1871 - Schloss Bronnbach 25 gennaio 1952), sposò la Contessa Josephine Kinsky von Wchinitz und Tettau
- Principessa Anna di Löwenstein-Wertheim-Rosenberg (Kleinheubach 28 settembre 1873 - Vienna 27 giugno 1936), sposò il Principe Felix di Schwarzenberg
- Principe Giovanni Battista di Löwenstein-Wertheim-Rosenberg (Kleinheubach 29 agosto 1880 - Newport 18 maggio 1956), sposò la Contessa Alexandra von Bernstorff

## Titoli e trattamento
- 11 luglio 1837 – 4 maggio 1863: Sua Altezza Serenissima Principessa Sofia del Liechtenstein
- 4 maggio 1863 – 25 settembre 1899: Sua Altezza Serenissima La Principessa di Löwenstein-Wertheim-Rosenberg, Principessa del Liechtenstein

## Ascendenza
|                                                      |                                                          |                                                             | Genitori                                           |  |  | Nonni |  |  | Bisnonni                               |  |  | Trisnonni                  |  |
|                                                      |                                                          |                                                             |                                                    |  |  |       |  |  | Francesco Giuseppe I del Liechtenstein |  |  | Emanuele del Liechtenstein |  |
|                                                      |                                                          |                                                             |                                                    |  |  |       |  |  | Francesco Giuseppe I del Liechtenstein |  |  | Emanuele del Liechtenstein |  |
|                                                      |                                                          | Maria Anna Antonia di Dietrichstein-Weichselstädt           |                                                    |  |  |       |  |  | Francesco Giuseppe I del Liechtenstein |  |  |                            |  |
| Giovanni I Giuseppe del Liechtenstein                |                                                          |                                                             |                                                    |  |  |       |  |  | Francesco Giuseppe I del Liechtenstein |  |  |                            |  |
|                                                      |                                                          | Leopoldina di Sternberg                                     | Francesco Filippo di Sternberg                     |  |  |       |  |  |                                        |  |  |                            |  |
|                                                      |                                                          | Leopoldina di Sternberg                                     | Francesco Filippo di Sternberg                     |  |  |       |  |  |                                        |  |  |                            |  |
|                                                      |                                                          | Leopoldina di Sternberg                                     | Maria Leopoldina di Starhemberg                    |  |  |       |  |  |                                        |  |  |                            |  |
| Luigi II del Liechtenstein                           |                                                          | Leopoldina di Sternberg                                     |                                                    |  |  |       |  |  |                                        |  |  |                            |  |
|                                                      |                                                          | Joachim Egon di Fürstenberg-Weitra                          | Ludwig Wilhelm August Egon di Fürstenberg-Weitra   |  |  |       |  |  |                                        |  |  |                            |  |
|                                                      |                                                          | Joachim Egon di Fürstenberg-Weitra                          | Ludwig Wilhelm August Egon di Fürstenberg-Weitra   |  |  |       |  |  |                                        |  |  |                            |  |
|                                                      |                                                          | Joachim Egon di Fürstenberg-Weitra                          | Maria Anna Gräfin Fugger von Kirchberg-Weissenhorn |  |  |       |  |  |                                        |  |  |                            |  |
| Giuseppa di Fürstenberg-Weitra                       |                                                          | Joachim Egon di Fürstenberg-Weitra                          |                                                    |  |  |       |  |  |                                        |  |  |                            |  |
|                                                      |                                                          | Sophia Maria di Oettingen-Wallerstein                       | Filippo Carlo di Oettingen-Wallerstein             |  |  |       |  |  |                                        |  |  |                            |  |
|                                                      |                                                          | Sophia Maria di Oettingen-Wallerstein                       | Filippo Carlo di Oettingen-Wallerstein             |  |  |       |  |  |                                        |  |  |                            |  |
|                                                      |                                                          | Sophia Maria di Oettingen-Wallerstein                       | Carlotta Giuliana di Oettingen-Baldern             |  |  |       |  |  |                                        |  |  |                            |  |
| Principessa Sofia del Liechtenstein                  |                                                          | Sophia Maria di Oettingen-Wallerstein                       |                                                    |  |  |       |  |  |                                        |  |  |                            |  |
|                                                      | Joseph Ernst, IV principe Kinsky von Wchinitz und Tettau | Franz de Paula, III principe Kinsky von Wchinitz und Tettau |                                                    |  |  |       |  |  |                                        |  |  |                            |  |
|                                                      | Joseph Ernst, IV principe Kinsky von Wchinitz und Tettau | Franz de Paula, III principe Kinsky von Wchinitz und Tettau |                                                    |  |  |       |  |  |                                        |  |  |                            |  |
|                                                      | Joseph Ernst, IV principe Kinsky von Wchinitz und Tettau | Maria Sidonia Teresa di Hohenzollern-Hechingen              |                                                    |  |  |       |  |  |                                        |  |  |                            |  |
| Franz de Paula Joseph Kinsky von Wchinitz und Tettau | Joseph Ernst, IV principe Kinsky von Wchinitz und Tettau |                                                             |                                                    |  |  |       |  |  |                                        |  |  |                            |  |
|                                                      |                                                          | Maria Rosa von Harrach                                      | Ferdinand Bonaventura von Harrach                  |  |  |       |  |  |                                        |  |  |                            |  |
|                                                      |                                                          | Maria Rosa von Harrach                                      | Ferdinand Bonaventura von Harrach                  |  |  |       |  |  |                                        |  |  |                            |  |
|                                                      |                                                          | Maria Rosa von Harrach                                      | Maria Rosa von Harrach                             |  |  |       |  |  |                                        |  |  |                            |  |
| Franziska Kinsky von Wchinitz und Tettau             |                                                          | Maria Rosa von Harrach                                      |                                                    |  |  |       |  |  |                                        |  |  |                            |  |
|                                                      |                                                          | Rudolf von Wrbna und Freudenthal                            | Eugen Václav Josef von Wrbna und Freudenthal       |  |  |       |  |  |                                        |  |  |                            |  |
|                                                      |                                                          | Rudolf von Wrbna und Freudenthal                            | Eugen Václav Josef von Wrbna und Freudenthal       |  |  |       |  |  |                                        |  |  |                            |  |
|                                                      |                                                          | Rudolf von Wrbna und Freudenthal                            | Maria Theresia Kollonitz von Kollegrád             |  |  |       |  |  |                                        |  |  |                            |  |
| Therese von Wrbna und Freudenthal                    |                                                          | Rudolf von Wrbna und Freudenthal                            |                                                    |  |  |       |  |  |                                        |  |  |                            |  |
|                                                      |                                                          | Marie Theresia Aloisia von Kaunitz-Rietberg-Questenberg     | Dominik Andreas von Kaunitz-Rietberg-Questenberg   |  |  |       |  |  |                                        |  |  |                            |  |
|                                                      |                                                          | Marie Theresia Aloisia von Kaunitz-Rietberg-Questenberg     | Dominik Andreas von Kaunitz-Rietberg-Questenberg   |  |  |       |  |  |                                        |  |  |                            |  |
|                                                      |                                                          | Marie Theresia Aloisia von Kaunitz-Rietberg-Questenberg     | Bernardina di Plettenberg-Wittem                   |  |  |       |  |  |                                        |  |  |                            |  |
|                                                      |                                                          | Marie Theresia Aloisia von Kaunitz-Rietberg-Questenberg     |                                                    |  |  |       |  |  |                                        |  |  |                            |  |